# Корсун Олександр Олексійович
Олександр Олексійович Корсун (*8 червня 1818, с. Богданівська Антипівка — †25 жовтня 1891) — український письменник, поет-романтик і видавець, реформатор українського правопису. Уродженець Донщини. В історію української літератури він увійшов передовсім як видавець альманаху «Сніп» і біограф М. Костомарова.

## Життєпис
Народився 8 червня 1818 року у селі Богданівська Антипівка, Ростовського повіту, в поміщицькій сім'ї.
У 1830-х роках навчався на юридичному факультеті Харківського університету, після закінчення якого служив у харківській кримінальній палаті.
З 1847 року Корсун перебував на службі при дербентському воєнному губернаторі.
З 1861 року він проживає в рідній Антипівці, займаючись виключно збиранням етнографічних матеріалів.

## Твори
Літературна спадщина О. Корсуна невелика і складається в основному з оригінальних віршів та перекладів з чеської, німецької, польської мов, які друкувались в альманасі «Сніп», журналі «Маяк» та інших періодичних виданнях.
Корсун належить до першої хвилі української інтелігенції, що формувалася на початку XIX століття, коли суспільство поступово почало втрачати власну дворянську еліту. Він виявив чималу цікавість до українського фольклору; в 1839 р. у Харкові видав збірку «Украинские поверья», де було сім народних казок. Він увійшов у коло харківських інтелігентів, які захоплювалися етнографією.
Ще в студентські роки Корсун підготував і видав альманах українською мовою «Сніп» (1841) українською мовою, до якої ввійшли драма М. Костомарова «Переяславська ніч» та переспіви з Джорджа Байрона; ліричні вірші та байки Степана та Петра Писаревських; сатирична поема «Вечерниці» Порфирія Кореницького; лірика Михайла Петренка; кілька власних віршів Олександра Корсуна.
Збереглися його спогади (лист до Тараса Шевченка), в яких він писав у своїй особливій манері:

| «Хоч круть верть, хоч верть круть» – як там кажуть. Надрукував був 600 книжок, думав, от добро, купуватимуть та читатимуть наське слово. А я ще скомпоную другий випуск, там третій... Та ще з картинками, та з... Афю-тю-тю! Цур дурня! Надрукував 600, продав 50, роздарив 200, а 300 не знаю, куди й діти. Пани кажуть: «Нащо нам?! Хіба ми школярі, чи що?» – А пані кажуть: «Нет, не чытаю такых кныжок. Я тэрпэть не мóжу малосерыйського языку!» |
Розчарування не змусили Корсуна опустити руки, він активно збирав етнографічні матеріали, поширював у Харкові передплатні квитки на поему «Гайдамаки», в 1890 р. в журналі «Русский архив» виступив зі спогадами про М. Костомарова, в яких писав про захоплення читачів «Кобзарем» Т. Шевченка.
Помер О. Корсун у 1891 році.

## Поезія

### Сирітська доля
| Ой у полі вітер віє, Траву нагинає, Кобзар сидить на могилі Да вітра питає: «Чи не знаєш, буйнесенький, Де сирітсьска воля, Де фортуна, де надія, Де сирітська доля?» Вітер йому одвічає: «Знаю, діду, знаю! Бачив долю сирітськую У темному гаю. Бідна доля! Надавлена Сирими купками; А ще діте... а ще плаче Гіркими слізами!..» |

## Український правопис Корсуна

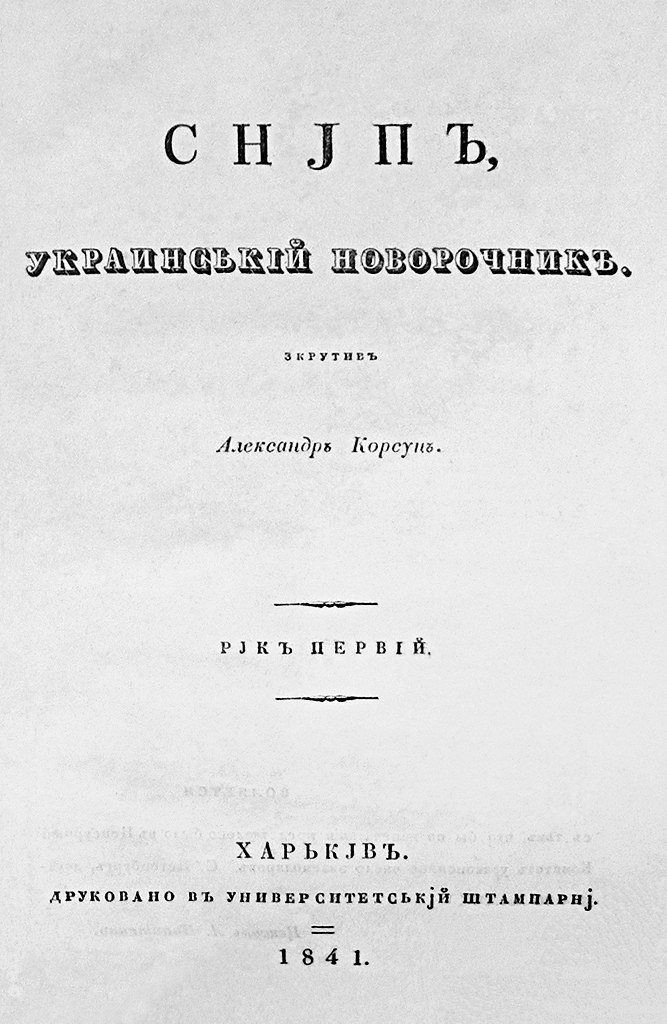
Обкладинка альманаху «Сніп».

Корсун використав для свого альманаху «Сніп» нові правила українського правопису. До нього українські тексти писалися, як правило, так званою «ярижкою» — тобто з використанням літер російської абетки. Українська «и» писалася як «ы», а «е» та «є» однаково літерою «е». Для всіх текстів свого альманаху Корсун використовує нові правила — замість «ы» скрізь ставить «и», а російську «и» замінює на латинську «j». Перша зміна, що була використана на Західній Україні ще в 1837-му році (в «Русалці Дністровій») прижилася і в сучасному українському правопису, а «j» мав у своїй граматиці, правда в іншому значенні, Михайло Драгоманов, зустрічається вона і в поезіях Івана Франка, правда у сучасній українській абетці не прижилася.
Вихід у світ альманаху «Сніп» став неабияким явищем для всієї читаючої України. Особливо радісно відгукнувся на нього з Петербурга Тарас Шевченко. Вельми сподобався йому і новий правопис, застосований у «Снопі». Тарас пише до Харкова Квітці-Основ'яненку з проханням друкувати його поезії «фонетичним правописом, який застосував Корсун». Пише Шевченко і самому автору альманаху. До нас дійшло дев'ять листів поета до видавця — теплих і дружніх. Довідавшись, що Корсун збирається розпочинати другий випуск альманаху, Шевченко надсилає йому до друку початок своєї поеми «Мар'яна-черниця» з власними ілюстраціями, та вірш «Вітер з гаєм розмовляє». У листі від 11-12 січня 1842-го року Шевченко пише:
| «Отак зачинається моя «Черниця» – а що дальше буде, то я і сам не знаю. Здається, і люльки не курю, а шматочки паперу, що була написана «Черниця», розгубилися – треба буде знову компонувати. А поки що буде, надрукуйте хоч це, що маю, – тільки друкуйте своєю граматикою, бо вона мені дуже полюбилась. Т. Шевченко»[5]. |

### Зразок правопису Корсуна
Початок поезії «Недоля» Михайла Петренка (вперше надрукована в «Снопі» 1841-го року):
| Дивлюся на небо та й думку гадаю: Чому я не соколъ, чому не лjтаю? Чому менj, Боже, Ти крилля не давъ? Я бъ землю покинувъ и въ небо злjтавъ… Далèко, за хмари, подальше вjдъ свjту, Шукать собj долj, на горе привjту, И ласки у сонца, у зjрокъ прохать, Й у свjтj ихъ яснjмъ себé покохать[6]. |